# Kolano-Kolonia
Kolano-Kolonia – wieś w Polsce, położona w województwie lubelskim, w powiecie parczewskim, w gminie Jabłoń.
| SIMC    | Nazwa       | Rodzaj    |
| ------- | ----------- | --------- |
| 0012859 | Sewerynówka | część wsi |

Skomunikowana z drogą wojewódzką nr 815 poprzez lokalną drogę gminną.
W latach 1975–1998 wieś administracyjnie należała do województwa bialskopodlaskiego.
Wieś stanowi sołectwo w gminie Jabłoń. Według Narodowego Spisu Powszechnego z roku 2011 wieś liczyła 220 mieszkańców.
Wierni Kościoła rzymskokatolickiego należą do parafii Imienia Najświętszej Maryi Panny w Kolanie.